# FA Women's National League North
FA Women's National League North là một trong hai giải bóng đá hạng ba trong hệ thống bóng đá nữ tại Anh cùng với FA Women's National League South. Giải thuộc hệ thống giải của FA Women's National League và nằm dưới FA Women's Championship.
Giải thi đấu theo thể thức vòng tròn hai lượt trên sân nhà và sân khách. Hai đội cuối bảng phải, dựa theo khu vực địa lý của đội xuống hạng, xuống chơi ở Division One Northern và Division One Midland.

## Câu lạc bộ mùa 2018-19
| Tên                     | Vị trí mùa trước        |
| ----------------------- | ----------------------- |
| Blackburn Rovers        | 1                       |
| Bradford City           | 8                       |
| Derby County            | 7                       |
| Fylde                   | 5                       |
| Huddersfield Town       | 6                       |
| Middlesbrough           | 3                       |
| Sunderland              | 7 (Xuống hạng từ WSL 1) |
| Doncaster Rovers Belles | 1 (Xuống hạng từ WSL 2) |
| Nottingham Forest       | 9                       |
| Guiseley A.F.C. Vixens  | 10                      |
| Stoke City              | 4                       |
| Hull City               | (Lên hạng)              |
| Sheffield F.C.          | 4 (Xuống hạng từ WSL 2) |

## Các đội vô địch
| Mùa     | Đội                      |
| ------- | ------------------------ |
| 2000-01 | Leeds United L.F.C.      |
| 2001-02 | Birmingham City L.F.C.   |
| 2002-03 | Aston Villa L.F.C.       |
| 2003-04 | Liverpool L.F.C.         |
| 2004-05 | Sunderland A.F.C. Women  |
| 2005-06 | Blackburn Rovers L.F.C.  |
| 2006-07 | Liverpool L.F.C.         |
| 2007-08 | Nottingham Forest L.F.C. |
| 2008-09 | Sunderland A.F.C. Women  |
| 2009-10 | Liverpool L.F.C.         |
| 2010-11 | Aston Villa L.F.C.       |
| 2011-12 | Manchester City L.F.C.   |
| 2012-13 | Sheffield F.C. Ladies    |
| 2013-14 | Sheffield F.C. Ladies    |
| 2014-15 | Sheffield F.C. Ladies    |
| 2015-16 | Sporting Club Albion     |
| 2016-17 | Blackburn Rovers         |
| 2017-18 | Blackburn Rovers         |
| 2018-19 | Blackburn Rovers         |

Câu lạc bộ vô địch và thăng hạng FA Women's Championship (thông qua trận play-off giữa các đội vô địch Northern và Southern), và là nhà vô địch chung cuộc của FA WPL, được in đậm.